# Rineke Dijkstra
Rineke Dijkstra, född 2 juni 1959 i Sittard, Nederländerna, är en nederländsk stillbilds- och videofotograf.
Rineke Dijkstra utbildade sig på Gerrit Rietveld Academie i Amsterdam 1981–1986. Därefter arbetade hon som frilansfotograf för modetidskrifter som Elle, Avenue och Elegance och med porträttfotografering för företag för till exempel årsberättelser.
Hon tar framförallt porträttbilder, ofta i serier. De porträtterade visas ofta stående med ansiktet mot kameran, mot en avskalad bakgrund. En sådan komposition märks framför allt i hennes bilder i strandmiljö, som normalt visar en eller flera vuxna personer med havet som bakgrund.
Under en period som "artist in residence" på Deutscher Akademischer Austauschdienst i Berlin 1998–1999 gjorde hon bildserien Tiergarten, som innehåller porträtt av tonårsflickor och -pojkar i Tiergartenparken i Berlin och i en annan park i Litauen. En annan serie gjordes på uppdrag av Anne Frank-stiftelsen i Amsterdam för dess nya byggnad, innehållande porträtt av tonårsflickor med sina bästisar. Dessa porträtt gjordes främst i Berlin, och senare också Milano, Barcelona och Paris.
I ett projekt för att fotografera flyktingar följde Rineke Dijkstra den bosniska flickan Almerisa från sexårsåldern 1984 och framåt i tiden med två års mellanrum. Den senaste bilden togs 2017 och projektet pågår fortfarande.
Rineke Dijkstra hade sin första separatutställning 1984 på de Moor i Amsterdam. Hon har deltagit i Venedigbiennalen 1997 och 2001. Hon fick Hasselbladpriset 2017.

## Bildgalleri

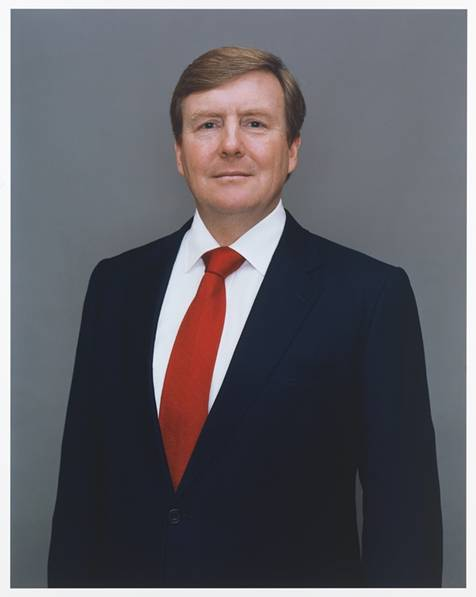
Kung Willem-Alexander av Nederländerna